# Xu Dishan
Xu Dishan (許地山), né le 3 février 1893 à Tainan et mort le 4 août 1941 à Hong Kong, est un écrivain chinois. Ses nouvelles sont influencées par le bouddhisme, dont il est un spécialiste.